# Марі-Елен Премон
Марі-Елен Премон (англ. Marie-Hélène Prémont, 24 жовтня 1977) — канадська велогонщиця.
Срібна призерка Олімпійських Ігор 2004 року з маунтінбайку, учасниця 2008 року.
Переможниця Ігор Співдружності 2006 Mountain Bike року.
Бронзова призерка Чемпіонату світу з маунтінбайку 2006 року в крос-кантрі.